# Oskoron spinosus
Espèce
Synonymes
- Taracus spinosus Banks, 1894
- Taracus malkini Goodnight & Goodnight, 1945

Oskoron spinosus est une espèce d'opilions dyspnois de la famille des Taracidae.

## Distribution
Cette espèce est endémique de Californie aux États-Unis. Elle se rencontre dans les comtés de Mendocino, de Siskiyou, de Modoc, de Shasta, de Plumas, de Sierra, d'Eldorado, de Calaveras, de Tuolumne, de Mariposa, de Fresno et de Tulare.

## Description
L'holotype mesure 2,1 mm.
Le mâle décrit par Shear et Warfel en 2016 mesure 2,67 mm et la femelle 3,37 mm.

## Systématique et taxinomie
Cette espèce a été décrite sous le protonyme Taracus spinosus par Banks en 1894. Elle est placée dans le genre Oskoron par Shear et Warfel en 2016.
Taracus malkini a été placée en synonymie par Shear et Warfel en 2016.

## Publication originale
- Banks, 1894 : « The Nemastomatidae and Trogulidae of the United States. II. » Psyche, a Journal of Entomology, vol. 7, p. 51–52 (texte intégral).